# Metoda Wilka
Metoda Wilka – konwersacyjna metoda nauczania języków obcych, oparta na rozmowie i wychwytywaniu cudzych błędów. Metoda skupiona jest przede wszystkim na przyswajaniu języka mówionego. Zalecana jest głównie w nauczaniu osób dorosłych. Jej skuteczność ocenia się na 60% przyswojonych słów i fraz.

## Oczekiwania
Od ucznia oczekuje się wypowiedzenia około 300 zdań podczas trwającej 90 minut lekcji.